# Bitwa pod Byteniem

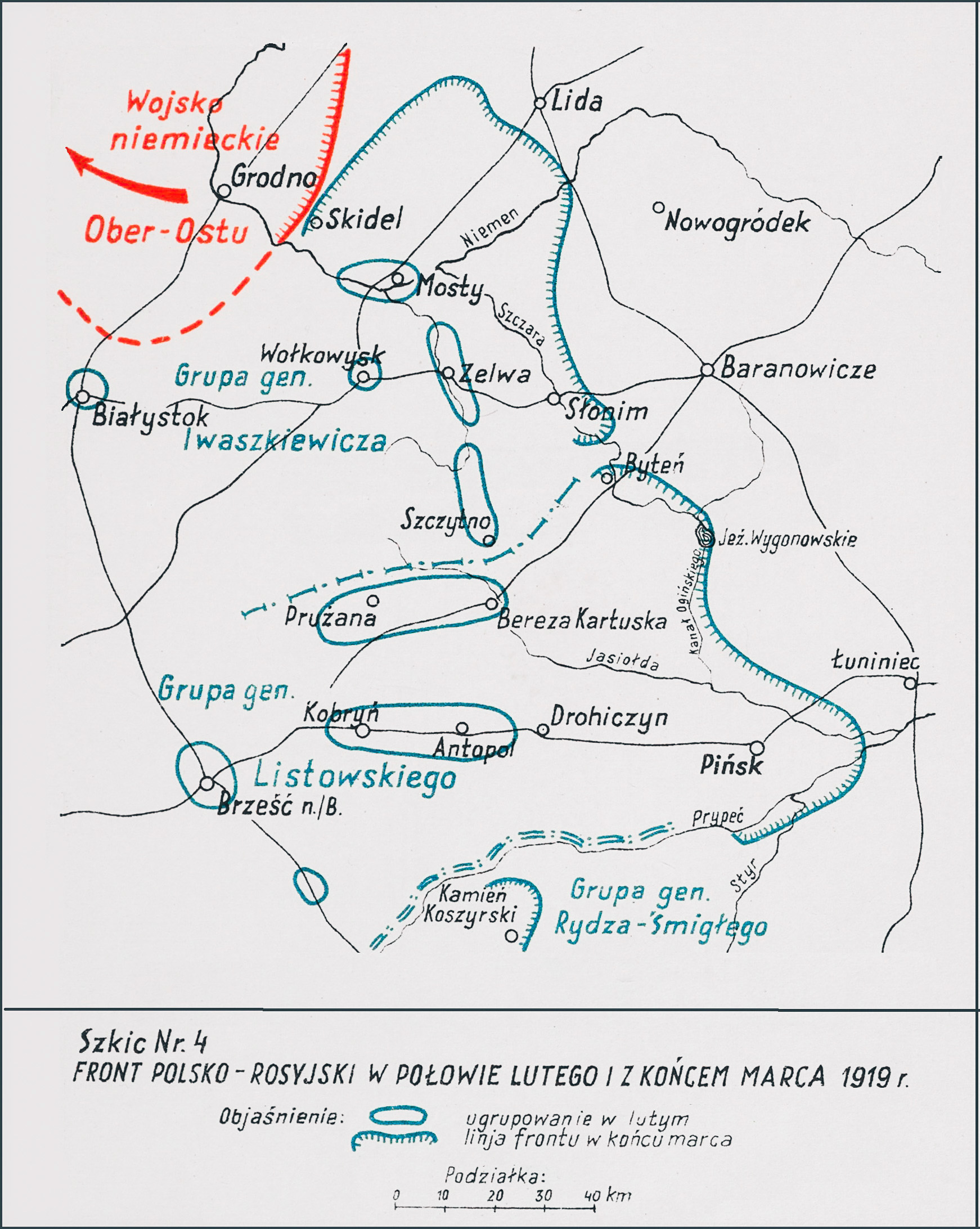
Adam Przybylski,
Wojna Polska 1918–1921

Bitwa pod Byteniem – walki oddziałów gen. Antoniego Listowskiego z oddziałami Zachodniej Armii Czerwonej toczone w początkowym okresie wojny polsko-bolszewickiej.

## Geneza
W ostatnich miesiącach 1918 i w pierwszych 1919, na wschodnich krańcach odradzającej się Rzeczypospolitej, stacjonowały wojska niemieckie Ober-Ostu. Ich ewakuacja powodowała, że opuszczane przez nie tereny od wschodu zajmowała Armia Czerwona. Jednocześnie od zachodu podchodziły oddziały odradzającego się Wojska Polskiego.
W lutym 1919 oddziały polskie weszły w kontakt bojowy z jednostkami Armii Czerwonej. Rozpoczęła się nigdy nie wypowiedziana wojna polsko-bolszewicka. W tym okresie oddziały polskie prowadziły ograniczone działania zaczepne.

## Walczące wojska
| Jednostka                        | Dowódca                  | Podporządkowanie |
| Wojsko Polskie                   |                          |                  |
| dowództwo Grupy                  | gen. Antoni Listowski    |                  |
| ⇒ oddział mjr. Dąbrowskiego      | mjr. Władysław Dąbrowski |                  |
| → I batalion wileński            | por. Edward Kaczkowski   |                  |
| → II batalion lidzki             | kpt. Piotr Mienicki      |                  |
| → pociąg pancerny „Kaniów”       |                          |                  |
| Armia Czerwona                   |                          |                  |
| dowództwo Dywizji Zachodniej     | Roman Łągwa              |                  |
| ⇒ rewolucyjny pułk warszawski    |                          |                  |
| ⇒ 6 rewolucyjny pułk grodzieński |                          |                  |

## Walki pod Byteniem

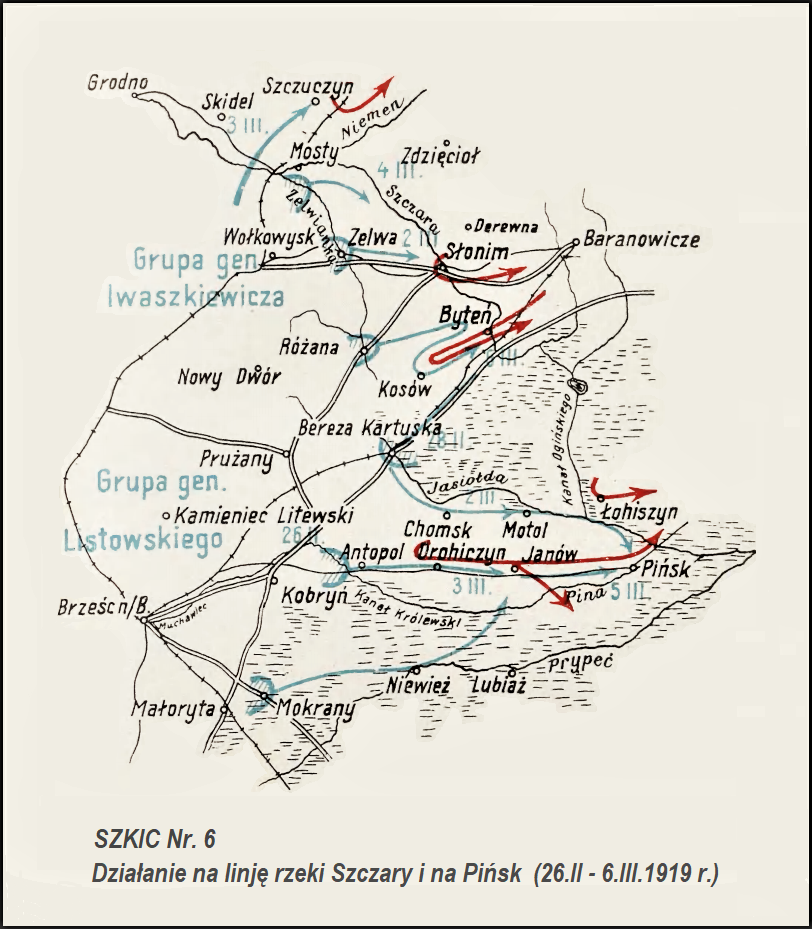
A. Przybylski, Działania wstępne...

23 lutego 1919 gen. Antoni Listowski nakazał oddziałowi mjr. Władysława Dąbrowskiego uderzyć na Byteń. Ten, liczący około 750 żołnierzy, złożony z I batalionu wileńskiego, II batalionu lidzkiego oraz dywizjonu jazdy oddział, wspierany przez pociąg pancerny „Kaniów", już w pierwszym dniu walki opanował Zarzecze, po czym, potęgując uderzenie batalionem lidzkim, zaatakował miasteczko. Jazda obeszła je od północy, aby uniemożliwić ucieczkę załogi. Od południa natarcie wspierał pociąg pancerny. Po zdobyciu Bytenia 24 lutego obydwa bataliony odeszły do Prużany.
1 marca na Byteń uderzyły sowieckie oddziały rewolucyjnego czerwonego pułku warszawskiego i batalion 6 rewolucyjnego pułku grodzieńskiego, składające się w większości z polskich komunistów. W tym czasie polską załogę Bytenia stanowił oddział Wileńskiego pułku strzelców, liczący około 120 żołnierzy. Pierwsze natarcie odparto, ale kiedy uszkodzeniu uległ jeden z karabinów maszynowych, przeciwnik wdarł się do miasteczka. Poległo dziesięciu żołnierzy polskich, wielu dostało się do niewoli. W następnym dniu Polacy odpowiedzieli kontratakiem, ale zostali odparci, ponosząc duże straty. Byteń odbity został dopiero w kwietniu, podczas polskiej ofensywy na Białorusi.